# Kalmus-ordenen
Kalmus-ordenen (Acorales) har kun én familie, nemlig nedennævnte.
| Familier |

- Kalmus-familien (Acoraceae)